# Magdalena Kinga Ljung
Magdalena Kinga Ljung, tidigare Dziurlikowska, född 10 oktober 1975 i Warszawa, är en svensk konstnär och konstkritiker. 
Ljung arbetar med video, foto och text.
Ljung är verksam som konstkritiker för Göteborgs-Posten  och olika konsttidskrifter. Åren 2006–2010 medverkade hon i Expressen Kultur. Hon är också lärare på Gerlesborgsskolan i Stockholm. Ljung har en fil.kand. i konstvetenskap från Stockholms universitet och en fil.mag. i konst från Konstfack.

## Separatutställningar
- 2015 Man och barn, APA Gallery, Stockholm
- 2014 Mother of Pearl, Galleri Syster, Luleå
- 2013 Mother of Pearl, Domeij Gallery, Stockholm
- 2012 My Secret Voice, Galleri Box, Göteborg
- 2010 Life Styling, Eskilstuna konstmuseum

## Screenings och grupputställningar i urval
- 2017 Uppsala Internationella Kortfilmsfestival
- 2017 Marabouparkens konsthall, Stockholm
- 2017 Transition II, Meken, Smedjebacken
- 2016 Personligt, Visby Konstmuseum
- 2016 Transition, Leksands Kulturhus
- 2014 Survival Kit, Vita Kuben, Umeå
- 2014 Hem Längtan, Norrköpings Konstmuseum
- 2012 Sånt som händer, Ystads konstmuseum
- 2012 Tempo Dokumentärfestival, Stockholm
- 2011 Turku Biennial, Aboa Vetus & Ars Nova, Finland
- 2011 Uppsala Internationella Kortfilmsfestival
- 2010 Vittnesmål, Tensta Konsthall, Stockholm
- 2009 Sakernas tillstånd, Kulturhuset, Stockholm
- 2009 Oberhausen Short Film festival
- 2008 Kassel Documentary Film and Video Festival